# برتونهال سلطان
السلطانة الأم بَرتَوْنِهال سلطان.
(ق. 1812 – 5 فبراير 1883)، وتُسمى أحيانًا بسمة أو حسنة، كانت زوجة السلطان العثماني محمود الثاني، والدة السلطان عبد العزيز الأول، كانت أختها هوشيار قادين أمًا للخديوي إسماعيل باشا حاكم مصر والسودان من 1863 إلى 1879.

## السلطانة الأم

### تولي عبد العزيز الأول العرش
مرض عبد المجيد الأول في 1861، وبدأت موجة من الشائعات أن هناك مجموعة في القصر تريد مراد الخامس ابن عبد المجيد أن يكون هو السلطان الجديد بدلا من ابنها عبد العزيز، وبعد وفاة عبد المجيد في 7 يونيو 1861 توجه في الموكب الملكي إلى ضريحأبي أيوب الأنصاري، وهناك تقلد السيف السلطاني وفق العادة المتوارثة مذ أن فتح العثمانيون القسطنطينية، ومنه سار لزيارة قبر السلطان محمد الثاني فاتح إسطنبول ثم قبر والده السلطان محمود الثاني، ثم ذهب إلى قصر توبكابي، واجتمع مع الوزراء.

### زيارتها إلى فرنسا
قامت بزيارة رسمية إلى فرنسا والمملكة المتحدة وبروسيا في عام 1867، وفي عام 1868 ردت الإمبراطورة أوجيني الفرنسية الزيارة الزيارة وذهبت إلى بروتنيال سلطان في قصر دولمة بهجة، ويقال أن زيارة أوجيني كان له تأثير دائم في جعل الموضة الغربية شعبية بين النساء في الحريم.

## الجمعيات الخيرية

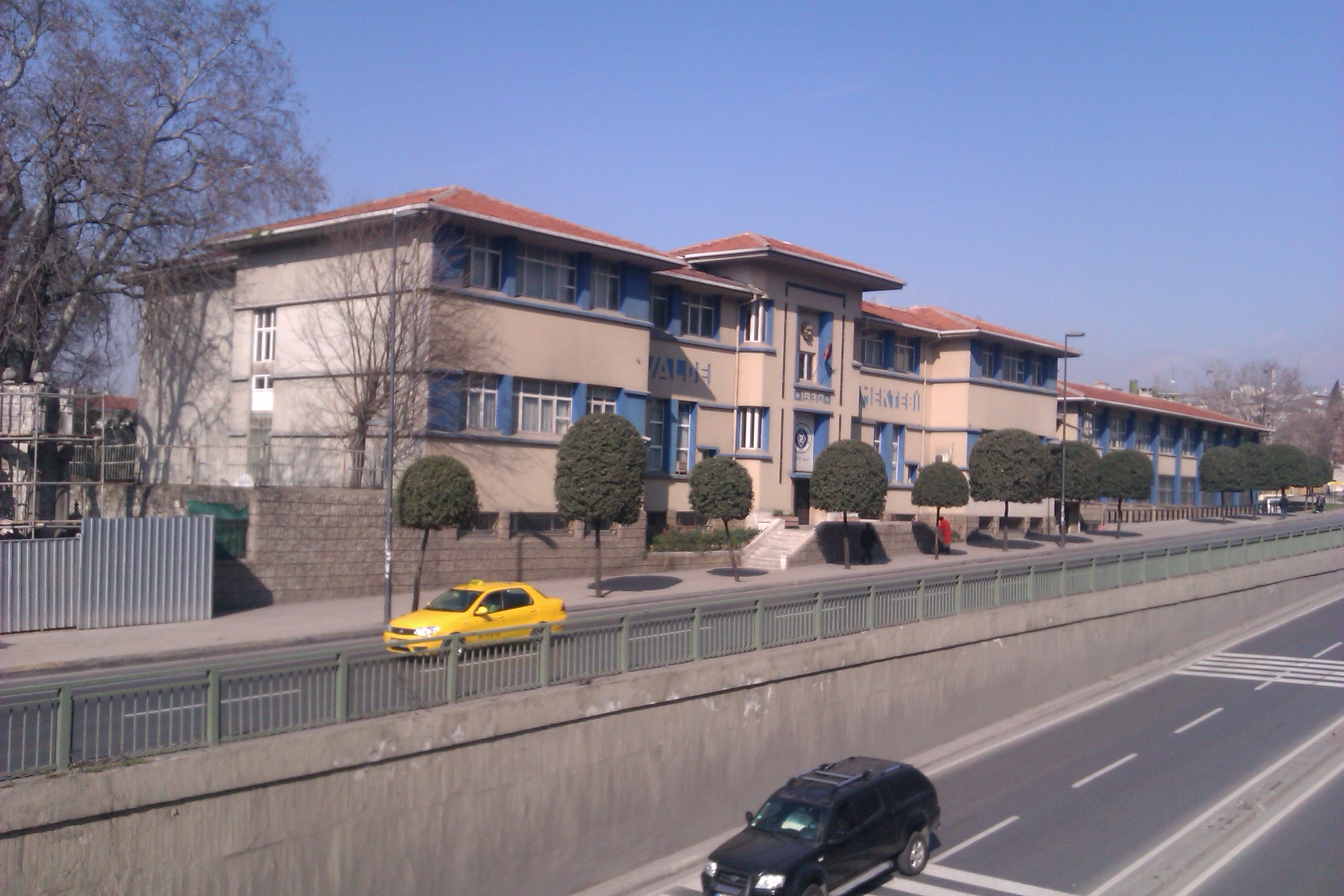
مدرسة برتفنيال الثانوية في الأناضول

أسست برتفنيال مدرسة ثانوية في الأناضول، وكذلك قامت ببناء مسجد يحمل اسمها وهو جامع السلطانة الأم برتفنيال والذي تم الانتهاء من بنائه في عام 1872، كما عملت على تحسين الوضع الصحي في بلاد الحجاز عندما كانت جزءًا من الدولة العثمانية، حيث بنيت المستشفيات في الحرم المكي ووفرت عددًا من الأطباء الأتراك هناك.

## وفاتها

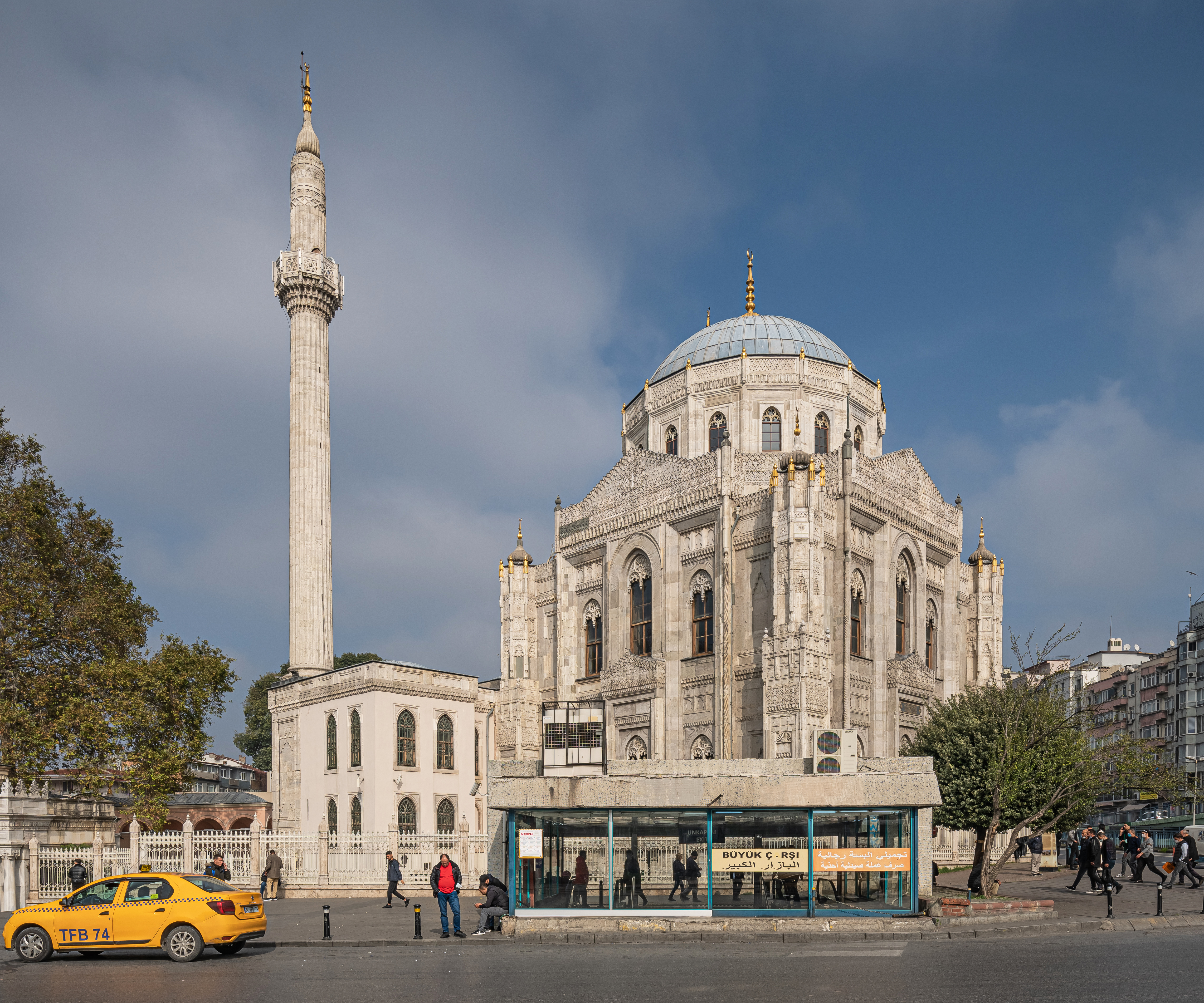
مسجد برتفنيال سلطان في اسطنبول ، تركيا

أُصيبت باليأس بعد وفاة ابنها عبد العزيز الأول، وقضت أغلب وقتها في تدريب الأطفال ورعايتهم، وكانت تعتقد بمقتل ولدها، ويقال أنها كانت تدعو الله وتقول: «اللهم إني سامحت كل الناس إلا قاتل ولدي!»،  والأطفال من خلفها يقولون «آمين». توفيت في 5 فبراير عام 1883 في بشيكتاش بإسطنبول، ودفنت في مسجدها الذي يحمل اسمها في آق سراي، بإسطنبول.